# Železniška postaja Vrtojba
Železniška postaja Vrtojba je ena izmed železniških postaj v Sloveniji, ki se nahaja v šempetrs industrijski coni in oskrbuje bližnji naselji Šempeter pri Gorici in Vrtojba.